# Lightning Returns: Final Fantasy XIII
Lightning Returns: Final Fantasy XIII (яп. ライトニング リターンズ ファイナルファンタジーXIII Райтонингу рита:ндзу Файнару фантадзи: сати:н, Возвращение Лайтнинг: Последняя Фантазия XIII) — видеоигра в стиле Action RPG, разработанная Square Enix для PlayStation 3 и Xbox 360, выход которой состоялся в 2013 году в Японии. Игра является частью серии Fabula Nova Crystallis. Сюжетно она является продолжением Final Fantasy XIII и Final Fantasy XIII-2 (хотя продолжение и не является столь явным, как XIII-2 после XIII), и завершит историю, которая началась в Final Fantasy XIII. Игра в какой-то степени позволит «управлять миром», так как некоторые действия игрока будут приводить к его изменению. Лайтнинг будет единственным управляемым персонажем, а Хоуп Эстейм будет всячески помогать игроку. Также игроки смогут кастомизировать внешний вид персонажа и оружия.

## Сюжет
Спустя несколько сотен лет после событий Final Fantasy XIII-2 Лайтнинг просыпается на островах под названием Novus Partus, плывущих в Море Хаоса (англ. Sea of Chaos). Острова служат последним убежищем для человечества. Лайтнинг должна спасти мир, проснувшись всего за 13 дней до его гибели.

## Игровой процесс
Боевая система в Lightning Returns принципиально похожа на XIII и XIII-2 части — она так же будет основана на системе ATB. Однако так как Лайтнинг будет единственным контролируемым персонажем, боевая система была несколько переработана и теперь даёт больший контроль над действиями главной героини: вместо выбора команд меню и постановки их в очередь, игрок может выбирать способности, которые привязаны к определённым кнопкам контроллера. Лайтнинг сможет свободно передвигаться по полю боя. Некоторые элементы будут зависеть от времени. Во время битв Хоуп будет помогать Лайтнинг посредством беспроводного коммуникатора.
Внутриигровое время лимитировано 13 днями. Некоторые действия Лайтнинг будут влиять на течение времени: она сможет получать дополнительное время, либо же терять его в зависимости от разных обстоятельств. Например, спасение одного человека может перевести стрелки часов назад, давая тем самым дополнительное время, но так же и спасение другого персонажа может переместить стрелки вперёд. Время — это основа игры Lightning Returns; часы будут расположены везде, дабы показать значимость и течение времени в мире.

## Отзывы и продажи
| Сводный рейтинг | Сводный рейтинг | Сводный рейтинг | Сводный рейтинг |
| Издание         | Оценка          | Оценка          | Оценка          |
| Издание         | PC              | PS3             | Xbox 360        |
| --------------- | --------------- | --------------- | --------------- |
| GameRankings    | N/A             | 66,15 %         | 71,69 %         |
| Metacritic      | 66/100          | N/A             | N/A             |

Игра получила посредственные отзывы. На сайте-агрегаторе Metacritic средняя оценка игры составляет 66 из 100 на основе 7 обзоров для платформы PC.
Летом 2018 года, благодаря уязвимости в защите Steam Web API, стало известно, что точное количество пользователей сервиса Steam, которые играли в игру хотя бы один раз, составляет 232 259 человек.